# BMW Sauber F1.09
O  F1.09 é o modelo da BMW Sauber da temporada de 2009 da F1. Pilotado por Robert Kubica e Nick Heidfeld.
O modelo pilotado por Robert Kubica, diferentemente do pilotado por seu companheiro, só teve o dispositivo conhecido como KERS instalado no Grande Prêmio da China. Isso ocorreu devido ao fato do polonês ter um biotipo considerado fora do modelo ideal da F1, por medir 1,84m.

## Lançamento
O carro foi lançado em 20 de janeiro de 2009 no Circuito de Valência, na Espanha.

## Resultados
No Grande Prêmio da Austrália de 2009 o carro mostrou-se competitivo. Mesmo com a BMW de Robert Kubica se envolvendo em um acidente com Sebastian Vettel e sem ganhar pontos, a equipe ficou satisfeita com o rendimento do carro.
Posteriormente, no Grande Prémio da Malásia o alemão Nick Heidfeld subiu ao podium, conquistando o segundo lugar.